# Pakosławice
Pakosławice is een dorp in het Poolse woiwodschap Opole, in het district Nyski. De plaats maakt deel uit van de gemeente Pakosławice en telt 500 inwoners.

## Verkeer en vervoer
- Station Pakosławice